# 利伯蒂鎮區 (堪薩斯州奧斯伯恩縣)
利伯蒂鎮區（英語：Liberty Township）為美國堪薩斯州奧斯伯恩縣轄下的鎮區。2010年美国人口普查中該鎮區人口有23人。

## 地理
利伯蒂鎮區涵蓋總面積為92.91平方（35.87平方英里），其中92.66平方（35.78平方英里）為陸地，0.26平方（0.10平方英里）或0.28%為水域。海拔高度598（1,962英尺）。

## 人口統計
根據2010年美國人口普查，利伯蒂鎮區人口有23人，住房11戶，人口密度為0.25人/每平方公里。此鎮區居民之種族中，白人有20人，非裔美國人有0人，美洲原住民有0人，亞裔美國人有1人，太平洋島裔美國人有0人，其他種族有1人，混血種族則有1人。此外此鎮區有1人為西班牙裔或拉丁裔美國人。